# Mijo Caktaš
Mijo Caktaš (* 8. května 1992 Split) je chorvatský fotbalový záložník hrající v sezoně 2019/20 za Hajduk Split.

## Klubová kariéra
Mijo Caktaš, rodák z Dugopolje začal s fotbalem v místním klubu NK Dugopolje. Když mu bylo 14, přestoupil do mládežnického klubu NK Omladinac. Po dvou letech se vrátil do Dugopolje, kde v sezoně 2008/09 debutoval ve třetí chorvatské soutěži, v pouhých 16 letech, díky čemuž zaujal skauty Hajduku Split.

### Hajduk Split
V létě 2011 byl poslán na půlroční hostování do Dugopolje, aby pobral zkušenosti ve druhé nejvyšší chorvatské lize, odkud byl v zimě poslán zpět do A-týmu Hajduku. V únoru 2012, Mijo podepsal čtyřapůlletý kontrakt. Debut v A-týmu si odbyl 25. února 2012, proti Istře, zápas skončil remízou 1-1. V následujícím měsíci vstřelil svůj první gól v Prve NHL při vítězství 3-0 nad Rijekou, navíc si připsal dvě asistence na góly Vukušiće.  V následujícím zápase vsítil jediný gól zápasu při výhře 1-0 proti Cibalie.
V sezoně 2012/13, Caktašova forma doslova explodovala a byl stěžejním hráčem týmu z Poljudu. Ve 30 zápasech si připsaů devět gólů a patnáct asistencí. Sezona 2013/14 začala podobně. Vstřelil dva góly v sedmi zápasech, jenže utrpěl zranění díky, kterému odehrál tuto sezonu už pouhé tři zápasy.
Na sezonu 2014/15 se Caktaš připravoval silněji než kdy předtím. Dobrými výkony si vybojoval kapitánskou pásku, kterou poprvé oblékl při zápase proti týmu RNK Split. Caktaš dokončil sezonu s jedenácti góly ve 42 zápasech.
Caktaš vstřelil čtyři branky v kvalifikaci Evropské ligy 2015/16 než byl Hajduk vyřazen libereckým Slovanem v posledním (4.) předkole. Po dobrých výkonech v lize, Caktaš prodloužil svůj kontrakt do zimy 2018. 

### Rubin Kazaň
21. ledna 2016 přestoupil za 1 milion € do Rubinu Kazaň, kde podepsal kontrakt do roku 2019. Jenže v lednu 2018, Caktaš rozvázal smlouvu z důvodu neplacení platu. Caktaš během dvou let odehrál 38 zápasů, ve kterých pětkrát skóroval a šestkrát asistoval.

### Návrat do Hajduku
Po rozvázání smlouvy s Kazaní, se Caktaš vrátil do Hajduku, kde podepsal kontrakt o délce tři a půl roku. V červenci 2018 odehrál svůj 150. zápas za Hajduk proti PFK Slavia Sofia, zápas skončil 1-0.
Caktaš dokončil sezonu 2018/19 jako nejlepší střelec s 19 góly, navíc jako druhý největší střelec ze všech záložníků v Evropě, těsně za Brunem Fernandesem ze Sportingu Lisabon, který jich vstřelil 20 gólů.

## Reprezentační kariéra
V srpnu 2015, obdržel první pozvánku do seniorské reprezentace na zápasy kvalifikace o ME 2016. V obou zápasech proti Norsku a Ázerbájdžánu, ale nezaznamenal jedinou minutu.
27. května 2019, chorvatský trenér Zlatko Dalić pozval Caktaše na zápasy proti Walesu a Tunisku. Debutoval v přípravném zápase proti Tunisku.

## Hráčské statistiky

### Klub
| Klub              | Sezóna                 | Liga                         | Liga   | Liga | Pohár  | Pohár | Evropské soutěže | Evropské soutěže | Ostatní | Ostatní | Celkově | Celkově |
| Klub              | Sezóna                 | Soutěž                       | Zápasy | Góly | Zápasy | Góly  | Zápasy           | Góly             | Zápasy  | Góly    | Zápasy  | Góly    |
| ----------------- | ---------------------- | ---------------------------- | ------ | ---- | ------ | ----- | ---------------- | ---------------- | ------- | ------- | ------- | ------- |
| NK Dugopolje      | 2008/09                | Třetí chorvatská liga        | 21     | 1    | 0      | 0     | –                | –                | –       | –       | 21      | 1       |
| NK Dugopolje      | 2011/12                | Druhá chorvatská liga        | 14     | 4    | 0      | 0     | –                | –                | –       | –       | 14      | 4       |
| NK Dugopolje      | Dohromady              | Dohromady                    | 35     | 5    | 0      | 0     | 0                | 0                | 0       | 0       | 35      | 5       |
| HNK Hajduk Split  | 2011/12                | Prva hrvatska nogometna liga | 11     | 2    | 0      | 0     | –                | –                | –       | –       | 11      | 2       |
| HNK Hajduk Split  | 2012/13                | Prva hrvatska nogometna liga | 30     | 9    | 8      | 1     | 4                | 0                | –       | –       | 42      | 10      |
| HNK Hajduk Split  | 2013/14                | Prva hrvatska nogometna liga | 6      | 1    | 0      | 0     | 4                | 1                | 1       | 1       | 11      | 3       |
| HNK Hajduk Split  | 2014/15                | Prva hrvatska nogometna liga | 31     | 9    | 5      | 0     | 6                | 2                | –       | –       | 42      | 11      |
| HNK Hajduk Split  | 2015/16                | Prva hrvatska nogometna liga | 17     | 6    | 3      | 0     | 8                | 4                | –       | –       | 28      | 10      |
| FC Rubin Kazaň    | 2015/16                | Ruská Premier Liga           | 11     | 1    | –      | –     | –                | –                | –       | –       | 11      | 1       |
| FC Rubin Kazaň    | 2016/17                | Ruská Premier Liga           | 17     | 2    | 4      | 0     | –                | –                | –       | –       | 21      | 2       |
| FC Rubin Kazaň    | 2017/18                | Ruská Premier Liga           | 10     | 2    | 0      | 0     | –                | –                | –       | –       | 10      | 2       |
| FC Rubin Kazaň    | Dohromady              | Dohromady                    | 38     | 5    | 4      | 0     | 0                | 0                | 0       | 0       | 42      | 5       |
| HNK Hajduk Split  | 2017/18                | Prva hrvatska nogometna liga | 13     | 6    | 2      | 0     | –                | –                | –       | –       | 15      | 6       |
| HNK Hajduk Split  | 2018/19                | Prva hrvatska nogometna liga | 28     | 19   | 2      | 0     | 4                | 2                | –       | –       | 34      | 21      |
| HNK Hajduk Split  | 2019/20                | Prva hrvatska nogometna liga | 32     | 20   | 1      | 0     | 0                | 0                | –       | –       | 33      | 20      |
| HNK Hajduk Split  | 2020/21                | Prva hrvatska nogometna liga | 17     | 9    | 1      | 2     | 2                | 1                | –       | –       | 20      | 12      |
| HNK Hajduk Split  | Dohromady (Chorvatsko) | Dohromady (Chorvatsko)       | 185    | 81   | 22     | 3     | 28               | 10               | 1       | 1       | 236     | 95      |
| Damac FC          | 2021-22                | Saudi Professional League    | 16     | 4    | 1      | 0     | –                | –                | –       | –       | 17      | 4       |
| NK Osijek         | 2021/22                | Prva hrvatska nogometna liga | 13     | 5    | 1      | 1     | –                | –                | –       | –       | 14      | 6       |
| NK Osijek         | 2022/23                | Prva hrvatska nogometna liga | 8      | 6    | –      | –     | 2                | 0                | –       | –       | 10      | 6       |
| Celkově v kariéře | Celkově v kariéře      | Celkově v kariéře            | 293    | 104  | 28     | 4     | 30               | 10               | 1       | 1       | 352     | 119     |